# جون لورنس سايمور
جون لورنس سايمور (بالإنجليزية: John Laurence Seymour)‏ هو مترجم وملحن أمريكي، ولد في 18 يناير 1893 في لوس أنجلوس في الولايات المتحدة، وتوفي في 1 فبراير 1986.